# 朱雀门
34°15′12″N 108°56′04″E / 34.25340°N 108.93450°E

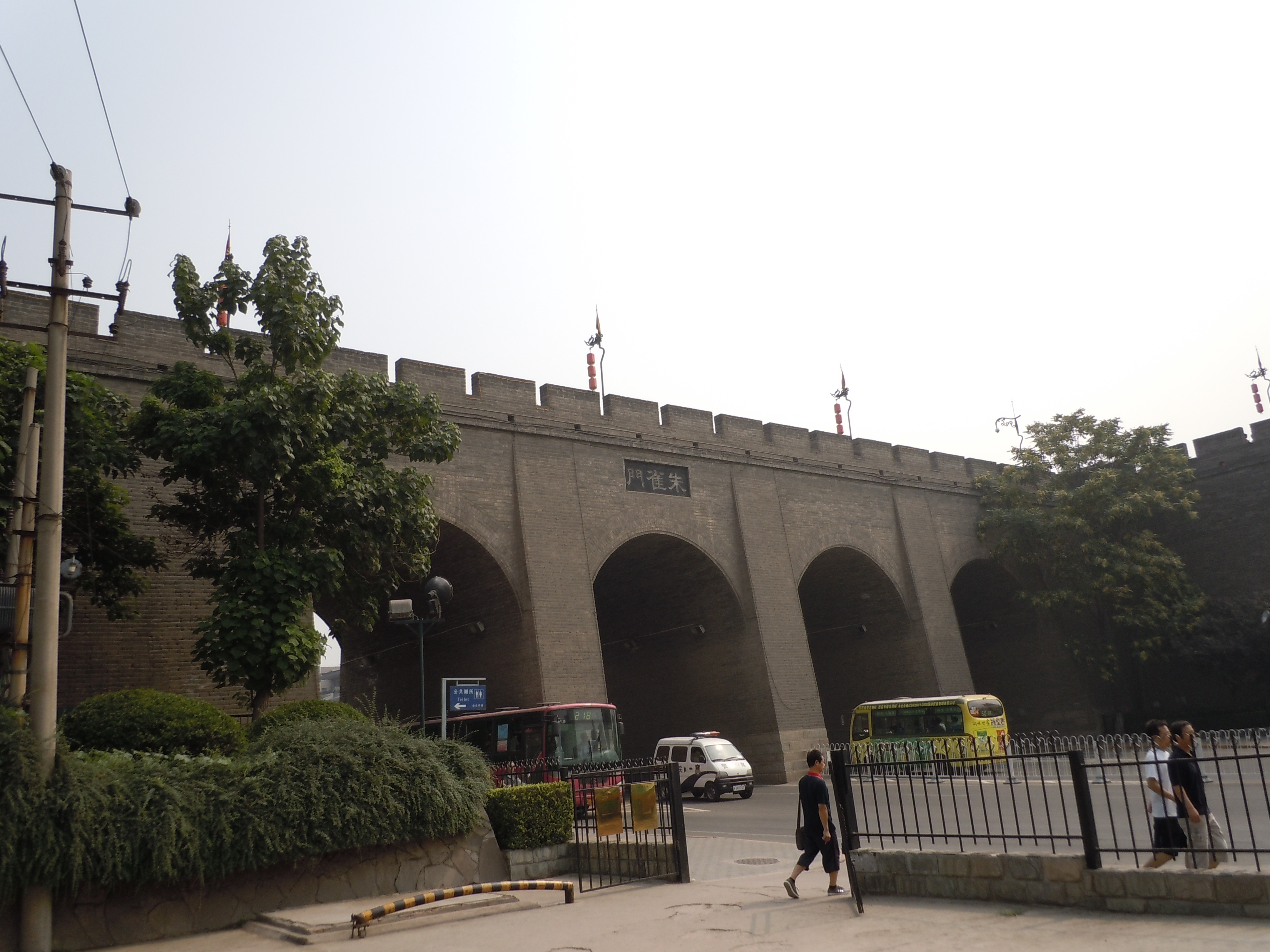
朱雀门

朱雀门，是西安城墙南侧的一座城门，位于永宁门以西，南广济街南端，1986年开辟。因门址位于隋唐长安城朱雀门西侧，故名“朱雀门”。

## 历史
朱雀门原为隋唐长安皇城正南门，门下是长安城中央的朱雀大街，唐末韩建改筑新城时封闭。
1960年代，今朱雀门处开为豁口。1985年修复西安城墙时，于今朱雀门东侧发掘出包裹在明城墙内的唐朱雀门遗址。1986年，修复豁口，砌四券洞。

## 地理位置
位于南城墙勿幕门（小南门）与永宁门（南门）之间，门内为大保吉巷，门外为朱雀大街。